# Сім'я Короніди

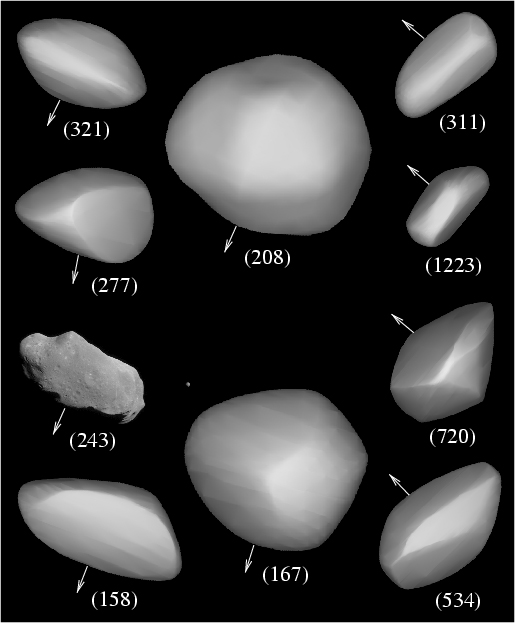
Компіляція астероїдів сім'ї Короніди

Сім'я Короніди — це група астероїдів, розташованих у головному поясі між Марсом і Юпітером. Вважається, що вона утворилася понад 2 млрд років тому в результаті зіткнення двох великих тіл, що закінчилося їх руйнуванням. Тому цю сім'ю іноді називають сім'єю Хіраями, на честь відомого японського астронома К. Хіраями що відкрив ці сім'ї, оскільки астероїди цієї сім'ї, так само як і астероїди ще декількох інших сімей, мають однаковий спектральний і хімічний склад і утворилися внаслідок руйнування материнського тіла.
Найбільший астероїд сім'ї — 208 Лакрімоза — має 41 км в діаметрі. На сьогодні виявлено понад 300 астероїдів, що належать до цієї сім'ї, однак лише 20 із них мають діаметр понад 20 км.
Для членів сім'ї Короніди характерна доволі сильна часова зміна яскравості, що вказує на неправильну форму астероїдів, — яскравість змінюється при обертанні навколо власної осі. Виходячи з аналізу кривих блиску, період обертання астероїдів цієї сім'ї коливається від 6 до 18 годин.
Доволі незвичним є те, що члени цієї сім'ї рухаються практично по одній орбіті. Крім того, осі обертання астероїдів не розташовуються випадково, як можна було б очікувати для астероїдів, що утворилися внаслідок зіткнення. Ще більш незвичним є те, що існує значна кореляція між швидкістю обертання та нахилом осі.
Сім'я отримала своє ім'я на честь астероїда 158 Короніда. Іншими найбільшими та найвідомішими астероїдами, що входять до цієї сім'ї, є астероїди 167 Урда, 311 Клавдія, 321 Флорентіна та 720 Болінія. 28 серпня 1993 року КА Галілео пролетів неподалік від одного з найцікавіших астероїдів-представників цієї сім'ї, астероїда 243 Іда, в якого був виявлений супутник Дактиль.

## Найбільші астероїди цієї сім'ї
| Ім'я           | Діаметр | Велика піввісь | Нахил орбіти | Ексцентриситет орбіти | Рік відкриття |
| -------------- | ------- | -------------- | ------------ | --------------------- | ------------- |
| 158 Короніда   | 35,4 км | 2,867 а. о.    | 1,000 °      | 0,057                 | 1876          |
| 167 Урда       | 39,9 км | 2,855 а. о.    | 2,211 °      | 0,035                 | 1876          |
| 208 Лакрімоза  | 41,0 км | 2,895 а. о.    | 1,751 °      | 0,015                 | 1879          |
| 243 Іда        | 31,3 км | 2,861 а. о.    | 1,138 °      | 0,046                 | 1884          |
| 263 Дрезда     | 23,0 км | 2,886 а. о.    | 1,314 °      | 0,079                 | 1886          |
| 277 Ельвіра    | 27,0 км | 2,887 а. о.    | 1,156 °      | 0,089                 | 1888          |
| 311 Клавдія    | 24,0 км | 2,897 а. о.    | 3,225 °      | 0,008                 | 1891          |
| 321 Флорентіна | 27,0 км | 2,886 а. о.    | 2,594 °      | 0,043                 | 1891          |
| 534 Нассовія   | ?       | 2,884 а. о.    | 3,277 °      | 0,057                 | 1904          |
| 720 Болінія    | ?       | 2,888 а. о.    | 2,359 °      | 0,014                 | 1911          |
| 1223 Неккар    | ?       | 2,869 а. о.    | 2,550 °      | 0,060                 | 1931          |
| 9908 Ауе       | ?       | 2,900 а. о.    | 2,485 °      | 0,0355                | 1971          |